# NGC 2272
NGC 2272 é uma galáxia elíptica (E/SB0) localizada na direcção da constelação de Canis Major. Possui uma declinação de -27° 27' 35" e uma ascensão recta de 6 horas, 42 minutos e 41,2 segundos.
A galáxia NGC 2272 foi descoberta em 20 de Janeiro de 1835 por John Herschel.